# Спрей (град, Орегон)
Спрей (на английски: Spray) е град в окръг Уийлър, щата Орегон, САЩ. Спрей е с население от 140 жители (2000) и обща площ от 0,6 km². Намира се на 540,1 m надморска височина. ЗИП кодът му е 97874, а телефонният му код е 541.